# Gladiales
Ordre
Les Gladiales sont un ordre d’algues de l'embranchement des Bacillariophyta (Diatomées), et de la classe des Coscinodiscophyceae.
Cet ordre ne contient que des espèces fossiles.

## Liste des familles
Selon AlgaeBase (3 juillet 2022) :
- Gladiaceae Nikolaev & Harwood
- Kerkiaceae Nikolaev & Harwood

## Systématique
Le nom correct complet (avec auteur) de ce taxon est Gladiales Nikolaev & Harwood.